# Athenæum (tidsskrift)
 For alternative betydninger, se Athenæum. (Se også artikler, som begynder med Athenæum)
Athenæum var et dansk litterært tidsskrift (1946-1949), udgivet af forlaget af samme navn. Det udkom fire gange årligt.
Sven Møller Kristensen var redaktør.
Athenæum behandlede litterære og filosofiske emner fortrinsvis fra et venstreorienteret, intellektuelt synspunkt. 
Det underskudsgivende tidsskrift lukkede sammen med forlaget. Tidsskriftet Dialog blev anset som en fortsættelse af Athenæum.